# Sphrageidus xanthorrhoea
Sphrageidus xanthorrhoea är en fjärilsart som beskrevs av Vincenz Kollar 1848. Sphrageidus xanthorrhoea ingår i släktet Sphrageidus och familjen tofsspinnare. Inga underarter finns listade i Catalogue of Life.